# تل گچینه‌ای
تل گچینه‌ای مربوط به سدهٔ ۳ تا ۷ ه.ق است و در شهرستان بهبهان، بخش مرکزی، دهستان حومه، ۲ کیلومتری شرق روستای خارستان علیا واقع شده و این اثر در تاریخ ۱ مرداد ۱۳۸۶ با شمارهٔ ثبت ۱۹۲۶۲ به‌عنوان یکی از آثار ملی ایران به ثبت رسیده است.